# Calycolpus warscewiczianus
Calycolpus warscewiczianus är en myrtenväxtart som beskrevs av Otto Karl Berg. Calycolpus warscewiczianus ingår i släktet Calycolpus och familjen myrtenväxter. Inga underarter finns listade i Catalogue of Life.